# 普雷德拉格·齐莫尼奇
普雷德拉格·齐莫尼奇（羅馬化：Predrag Zimonjić，1970年10月15日—），塞尔维亚男子水球运动员。他曾代表南联盟参加1996年和2000年夏季奥林匹克运动会水球比赛，其中2000年奥运会获得一枚铜牌。